# Emily Grace Reaves
Emily Grace Reaves (Tulsa, Oklahoma, Estados Unidos, 13 de enero de 2001) es una actriz, modelo, diseñadora de moda, empresaria y filántropa estadounidense.
La carrera actoral de Reaves se remontó al aparecer en un episodio en la serie de televisión ER en 2008. Aunque el éxito internacional, se le hizo moderadamente al interpretar el papel de Cindy Lou en la película Hannah Montana: La pelicula. Además de actuar, Reaves es diseñadora y modelo. En 2010, Reaves y su prima Noah Cyrus, promovieron una línea de ropa de gama alta para adolescente y niños llamada «Emily Grace Collection». Además, ella y Cyrus también crearon su propia demostración de tele, conocida como «The Noie and Ems Show». Posteriormente, interpretó a Melissa en un cortometraje donde interpretó a una niña de 8 años de edad que muere repentinamente de cáncer. 
Reaves también tenía una marca de colección de vestidos para niños llamada Ooh, La La! Couture. La marca consiste en vestidos y conjuntos con falda. En 2010, lanzó su segunda línea de ropa en solitario que incluye chaquetas, vestidos y faldas. En 2011, Reaves reveló que tenía una nueva línea de ropa, diseñada por su madre, Edi, que fue lanzado en primavera de 2012 titulado Rockabilly Dollz por Edi y Ems. En junio de 2012, Reaves aclaró en una entrevista que: «era un negocio de fabricación». En marzo de 2013, Emily Grace Reaves puso en marcha su nueva línea de ropa que es una de las más esperadas en los Estados Unidos.

## Filmografía
| Cortometrajes                    | Cortometrajes                           | Cortometrajes    | Cortometrajes                    |
| Año                              | Título                                  | Personaje        | Notas                            |
| -------------------------------- | --------------------------------------- | ---------------- | -------------------------------- |
| 2010                             | Toronjil                                | Toronjil         | Papel protagonista               |
| 2010                             | Soulstice                               | Skyla            | Papel principal                  |
| Películas y series de televisión |                                         |                  |                                  |
| Año                              | Título                                  | Personaje        | Notas                            |
| 2008                             | ER                                      | Delilah Voltaire | Serie de televisión (1 episodio) |
| 2008                             | Mostly Ghostly: Who Let the Ghosts Out? | Ella misma       |                                  |
| 2009                             | Hannah Montana: La pelicula             | Cindy Lou        | Papel menor                      |

- Datos: Q2654553